# Street Fighter Zero Movie
Street Fighter Zero (ストリートファイター?  inglés: Street Fighter Alpha: The Movie) es una película de anime en formato OVA de 2000 basada en el juego de lucha Street Fighter Alpha 2 de Capcom. Fue dirigida por Shigeyasu Yamauchi, con diseños de Yoshihiko Umakoshi. En España la película fue licenciada por Selecta Visión. Y en Hispanoamérica se estrenó en junio de 2020 a través de Amazon Prime Video.

## Sinopsis
Street Fighter Zero relata como Ryu está siendo poseído por el poder del hadou oscuro de Akuma (semejante a los poderes psíquicos de M.Bison). Dicho poder también está presente en su "hermano", Shun, que es un niño que viajó desde Brasil solo para verlo.
Ryu siendo un guerrero prometedor en las artes marciales, es visitado por su amigo y rival Ken Masters, cuando también reciben la visita inesperada de Shun, aparentemente, el hermano pequeño de Ryu, que viajó desde Brasil para verlo e informarle de la muerte de su madre. 
Aunque Ryu no haya conocido a sus padres los tenía, pero desde muy pequeño fue llevado a entrenar con el maestro Gouken, el mismo que fue asesinado por el hadou oscuro de Akuma. Ken llega a Japón con el motivo de entrar al torneo de Street Fighters y Shun también entra al torneo, donde su primer rival es Zangief, conocido como el Ciclón Rojo en su natal Rusia, Shun queda muy malherido y Ryu interviene en la pelea. Ryu también es dañado pero es suficiente para dar a conocer el poder oscuro que lleva dentro. 
Después de la batalla Shun es secuestrado por Saddler que era el organizador del torneo y hace un intento de usar a Ryu para tomar sus poderes enviando a uno de sus soldados a pelear con él, Ryu logra eliminarlo pero no es suficiente ya que Saddler no se rinde hasta obtener el Hadou Oscuro. Rose le alerta que cuide sus poderes porque alguien está detrás de ellos. 
Así son convocados varios Street Fighters en la base de operaciones de Saddler, donde Ryu, Ken y Chun-Li buscan a Shun y lo encuentran convertido en un prototipo de humanoide. Luego Rosanov, uno de los Robot´s de Saddler es enviado a eliminar a los tres aunque Ryu es el blanco principal del Robot. Después de casi matarlo usa el poder del hadou oscuro para vencer a Rosanov, pero así empeora las cosas porque le proporciona a Saddler su poder, este no dura mucho ya que el hadou oscuro no lo puede manejar cualquier persona y es destruido por Ryu y su técnica del Hadou-Ken.

## Personajes
- Ryu Hoshi
- Ken Masters
- Chun-Li
- Wallace (el compañero de Chun-Li)
- Sakura Kasugano, que se vuelve una fanática de Ryu después de verlo vencer a un grupo de asaltantes en Japón
- Rose (es la parte buena de M. Bison y este último no sale en la película)
- Además en breves ocasiones aparecen Adon, Birdie, Rolento, Dhalsim, Guy, Sodom, Dan, Zangief y Vega (Aunque ahí se le llama Balrog, el nombre original que le puso la empresa de Capcom en Japón).
- Ibuki, hace un pequeño cameo en consola que tiene Sakura Kasugano mientras esta en el hospital.
- Por otra parte salen personajes que no tienen nada que ver con el videojuego, Saddler que es un científico que va tras el poder del Hadou Oscuro que lleva Ryu, y uno de sus robot´s-soldados: Rosanov que es usado como conejillo de indias por Saddler para así obtener el poder del hadou oscuro.